# Andrei Riabushkin

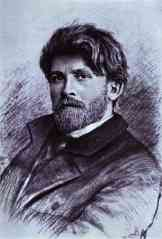
Retrato de Andrei Ryabushkin por Vasily Mathe

Andrei Petrovich Riabushkin (Андрей Петрович Рябушкин em russo) (Borisoglebskoy, 1861 - 1904), foi um proeminente e inovador pintor do oitocento russo.
Nasceu na pequena cidade de Borisoglebskoy no início da década de 60, do século XIX.
A maioria dos pintores russos, entre 1870 e 1890, dedicavam-se quase somente ao retrato das classes baixas da sociedade e dos defeitos da burguesia, dos governadores ou dos comerciantes. 
Na década de 90, Riabushkin, e outros seus contemporâneos, integraram, na Rússia um tipo de pintura que retratava peremptoriamente cidades e locais das mesmas, independentemente de pobres ou luxuriosos, dando lugar a uma arte renovada, nostálgica e erudita, baseada na beleza da cena retratada e não na crítica social.
Desta época data Mercado da cidade, pintada em 1888.
Muitas das obras de Riabushkin descrevem cenas de mercados e de praças das cidades, tendo o artista grande capacidade para lhes dar a necessária ênfase e nostalgia. Mercado da cidade é somente mais uma dessas inovadoras e cruciais obras.
Em 1903 Ryabushkin foi diagnosticado com tuberculose. Foi à Suíça para tratamento mas não ajudou. Morreu em seu estúdio em Didvino em 27 de abril de 1904. Está sepultado em Lyuban, e seu túmulo está protegido como um monumento cultural.